# Serilingampalle
Serilingampalle è una suddivisione dell'India, classificata come municipality, di 150.525 abitanti, situata nel distretto di Rangareddy, nello stato federato del Telangana. 
In base al numero di abitanti la città rientra nella classe I (da 100.000 persone in su).

## Società

### Evoluzione demografica
Secondo il censimento del 2001 la popolazione di Serilingampalle assommava a 150.525 persone, delle quali 75.462 maschi e 75.063 femmine. I bambini di età inferiore o uguale ai sei anni assommavano a 17.196, dei quali 8.753 maschi e 8.443 femmine. Infine, coloro che erano in grado di saper almeno leggere e scrivere erano 62.553, dei quali 31.534 maschi e 31.019 femmine.